# Pardosa azerifalcata
Espèce
Pardosa azerifalcata est une espèce d'araignées aranéomorphes de la famille des Lycosidae.

## Distribution
Cette espèce se rencontre en Azerbaïdjan, en Russie au Caucase et en Iran.

## Description
Les mâles mesurent de 5,50 à 5,63 mm et la femelle 8,25 mm.

## Publication originale
- Marusik, Guseinov & Koponen, 2003 : A survey of east Palaearctic Lycosidae (Araneae). I. On three closely related species of the Pardosa falcata-group. Acta Arachnologica, Tokyo, vol. 52, no 1, p. 43-50 (texte intégral).